# Leur (Noord-Brabant)

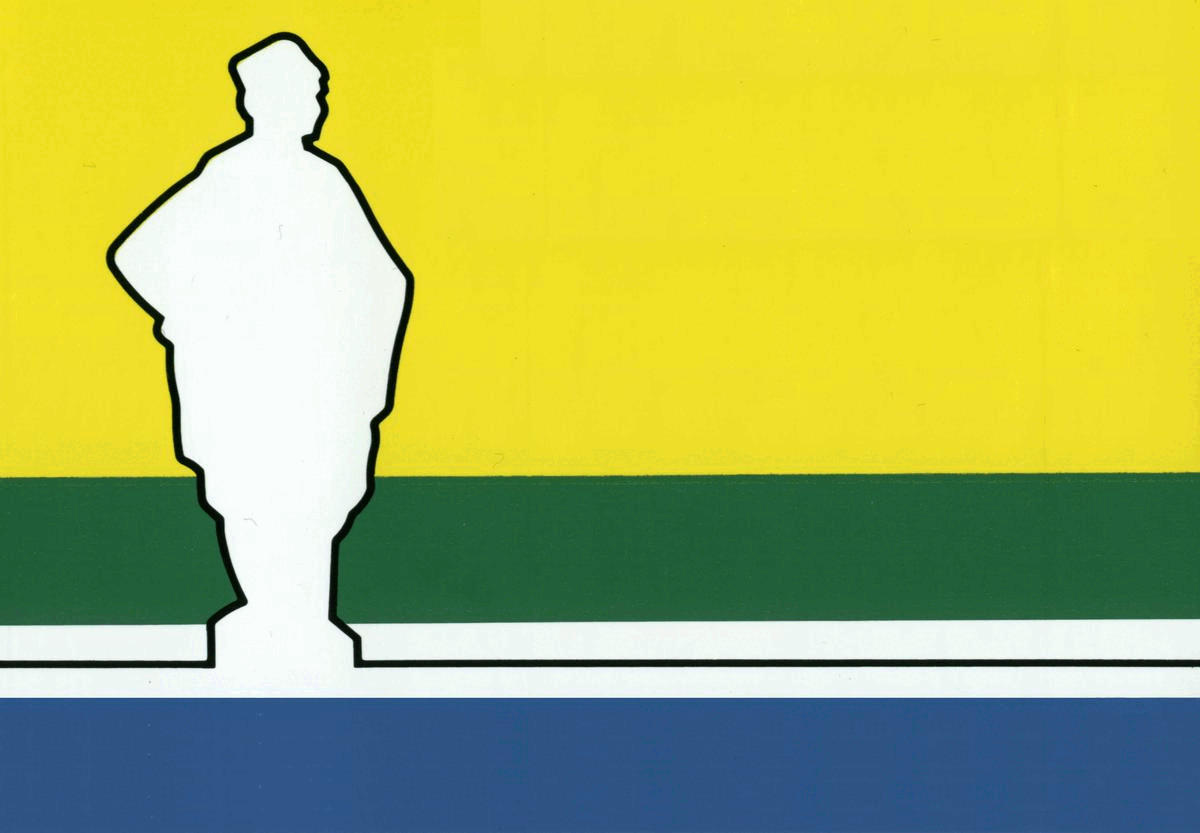
Vlag van Leur

Leur is een dorp in de gemeente Etten-Leur.
Het dorp Leur is door woonwijken vastgebouwd aan Etten.

## Toponymie
De naam leur betekent waarschijnlijk: slechte turf. Leur is ontstaan in een gebied waar turf werd gewonnen, die kennelijk van slechte kwaliteit was. Een andere verklaring luidt dat leur betrekking had op slechte grond.

## Geschiedenis
De eerste vermelding van de naam Leur dateert van 1461. Er was toen sprake van een huis opte Loer. Mogelijk heeft het plaatsje zich al vanaf 1200 ontwikkeld als een nederzetting van turfwinners en -schippers. Daartoe werd al in de Middeleeuwen de Leurse Vaart of Leurse Haven gegraven. Dit was een turfvaart die in een verbinding met de Mark voorzag. In de 16e eeuw ontstond een haventje. Het dorp ontwikkelde zich langs een weg die loodrecht op de turfvaart stond. Het haventje heeft ook in latere tijden bijgedragen aan de nodige industriële bedrijvigheid. De Zeepziederij "De Ster" uit 1913 was bijvoorbeeld aan het haventje gevestigd, evenals een aantal andere bedrijfjes en magazijnen.
In 1999 werd het haventje opgeknapt en werd ook de zwaaikom hersteld, zodat de pleziervaartuigen weer gebruik ervan kon maken, zonder achteruit terug naar de Mark te hoeven varen.
In 1968 verdween de naam Leur van de kaarten. Door uitbreidingsplannen werd Leur steeds meer aan Etten vastgebouwd. Men sprak zelfs van Etten-Leur-Noord als men Leur bedoelde. Aangezien de centra van  Leur en Etten een duidelijk verschillend karakter hebben en de dorpen, hoewel één gemeente vormend, ook een andere ontstaansgeschiedenis kennen, worden ze afzonderlijk behandeld. De woonwijken die beide plaatsen verbinden, tonen geen onderscheid.

## Bezienswaardigheden
- Het Trouwkerkje aan het Van Bergenplein 1 is de voormalige Hervormde kerk van Leur, die dateert uit 1614 en in het bezit is van een Jacobus Zeemansorgel uit 1717.
- De Sint-Petruskerk aan de Lange Brugstraat 30 is een neogotische kerk uit 1889.
- De Leurse Haven met de herstelde zwaaikom. De meeste industriële pakhuizen die aan de haven stonden zijn gesloopt en vervangen door nieuwe woningen in oude stijl, maar de voormalige zeepziederij "De Ster" uit 1914, aan Geerkade 19-21, bleef gespaard als industrieel monument.
- De stellingmolen "De Lelie", aan de Geerkade, oorspronkelijk uit 1804, afgebrand in 1937, herbouwd in 1998.
- De Zwartenbergse Molen, een poldermolen uit 1889.
- Het woonhuis van Sybrand Heerma van Voss uit 1853, aan de Korte Brugstraat.
- Het voormalige paardentramstation, aan het Van Bergenplein.
- Het Hooghuys, aan het Van Bergenplein 37-39, is een psychiatrisch ziekenhuis, oorspronkelijk Huize Sint-Antonius genaamd. Het is gelegen in een parkachtige omgeving en het oudste deel dateert van 1893 en werd gebouwd in neorenaissancestijl naar een ontwerp van Petrus Johannes van Genk. Later volgden nog diverse uitbreidingen. Op het binnenterrein vindt men het Plein der Schone Gedachten, bestaande uit een zestal beelden.
- Gedenkteken voor de Gevallenen uit de Tweede Wereldoorlog, in het Heerma van Vossplantsoen, vervaardigd door Niko de Wit.
- Schoenmakers dome, een koepelvormige folly, in de 21e-eeuwse woonwijk Schoenmakershoek. Het werd in 2008 vervaardigd door Aeneas Wilder.
- Beeld van Adriaan van Bergen, de schipper van het Turfschip van Breda, aan de Leurse Haven. Het beeld stamt uit 1904 en werd vervaardigd door Bart van Hove.

## Musea
- Land- en tuinbouwmuseum, aan Kasteellaan 23, bevat een verzameling die betrekking heeft op het West-Brabantse boerenvolksleven.
- Huysmuseum, in het Hooghuys, aan Van Bergenplein 39, behandelt de geschiedenis van de psychiatrie.
- Natuurmuseum, aan Lange Brugstraat 61, bevat vitrines met opgezette dieren, schedels, insecten, schelpen en mineralen.

## Natuur en landschap
Ten noorden van Leur bevindt zich een laaggelegen poldergebied. Hierin bevindt zich het natuurgebied Haagse Beemden. Waterlopen zijn de Leurse Haven en de Halse Vliet. De laatste is deel van de vroegere loop van de Mark, welke rivier de noordelijke gemeentegrens vormt.

## Nabijgelegen kernen
Etten, Prinsenbeek, Zevenbergen

## Fotogalerij

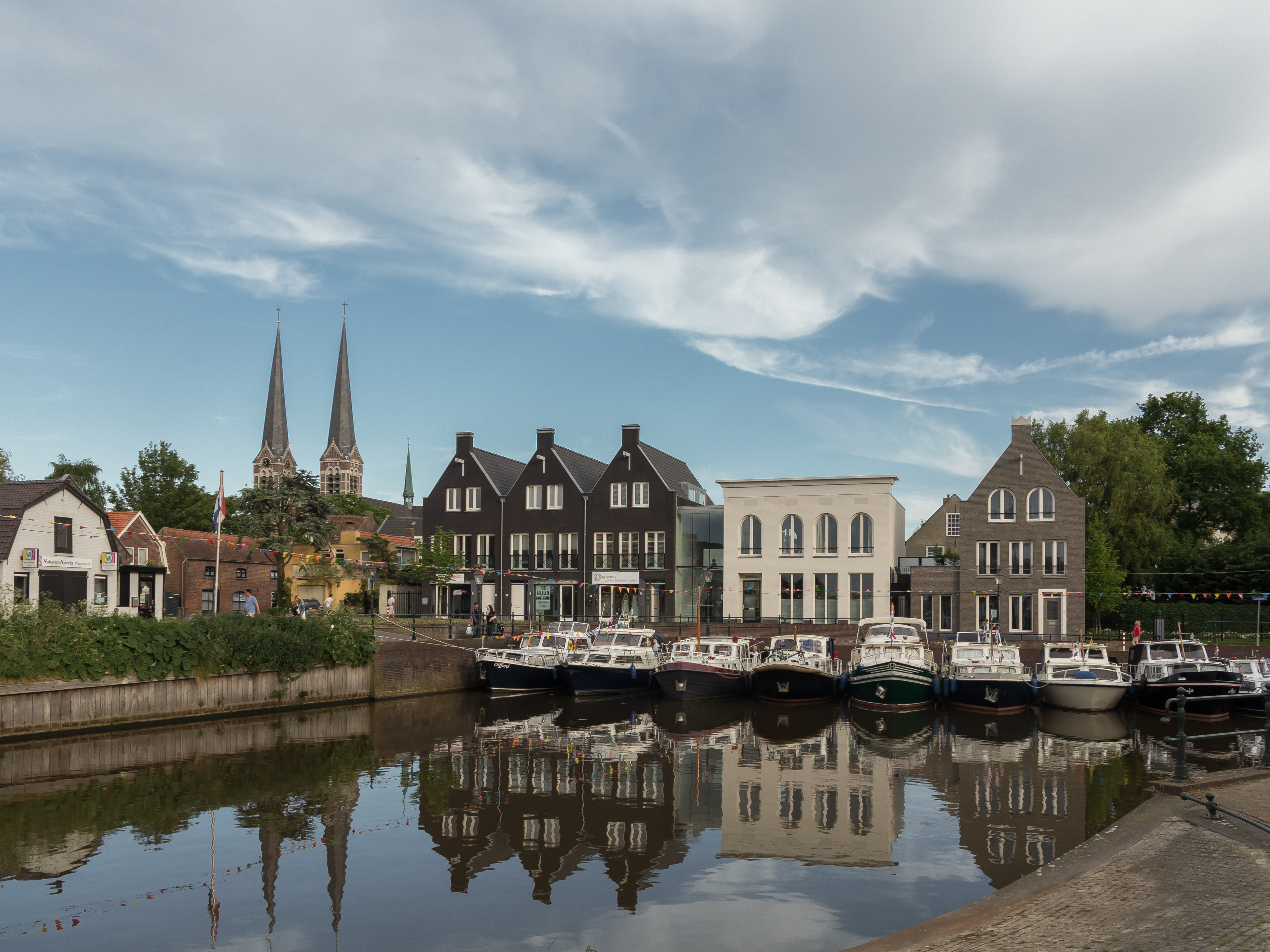
De Leurse Haven
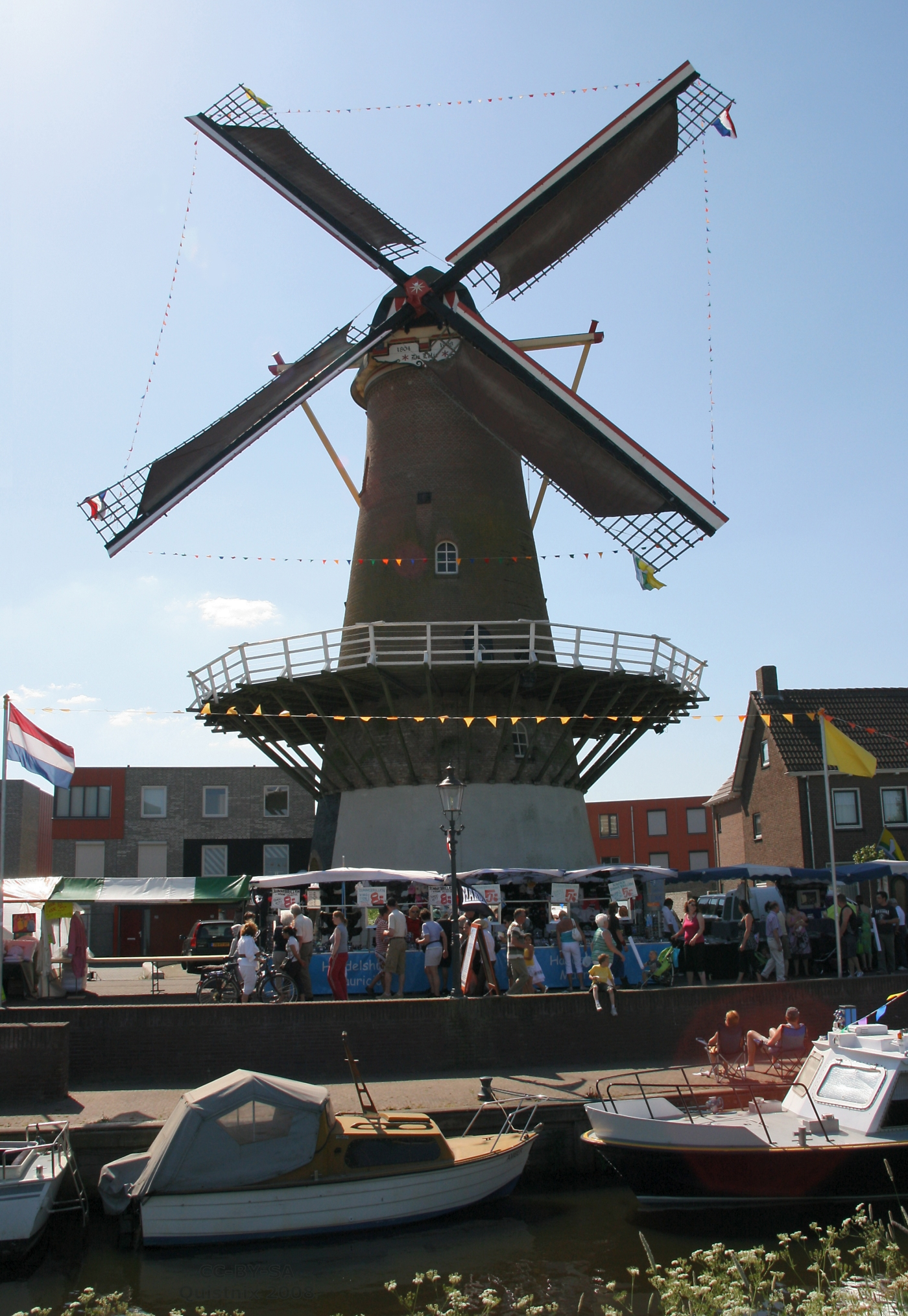
Stellingmolen "De Lelie"
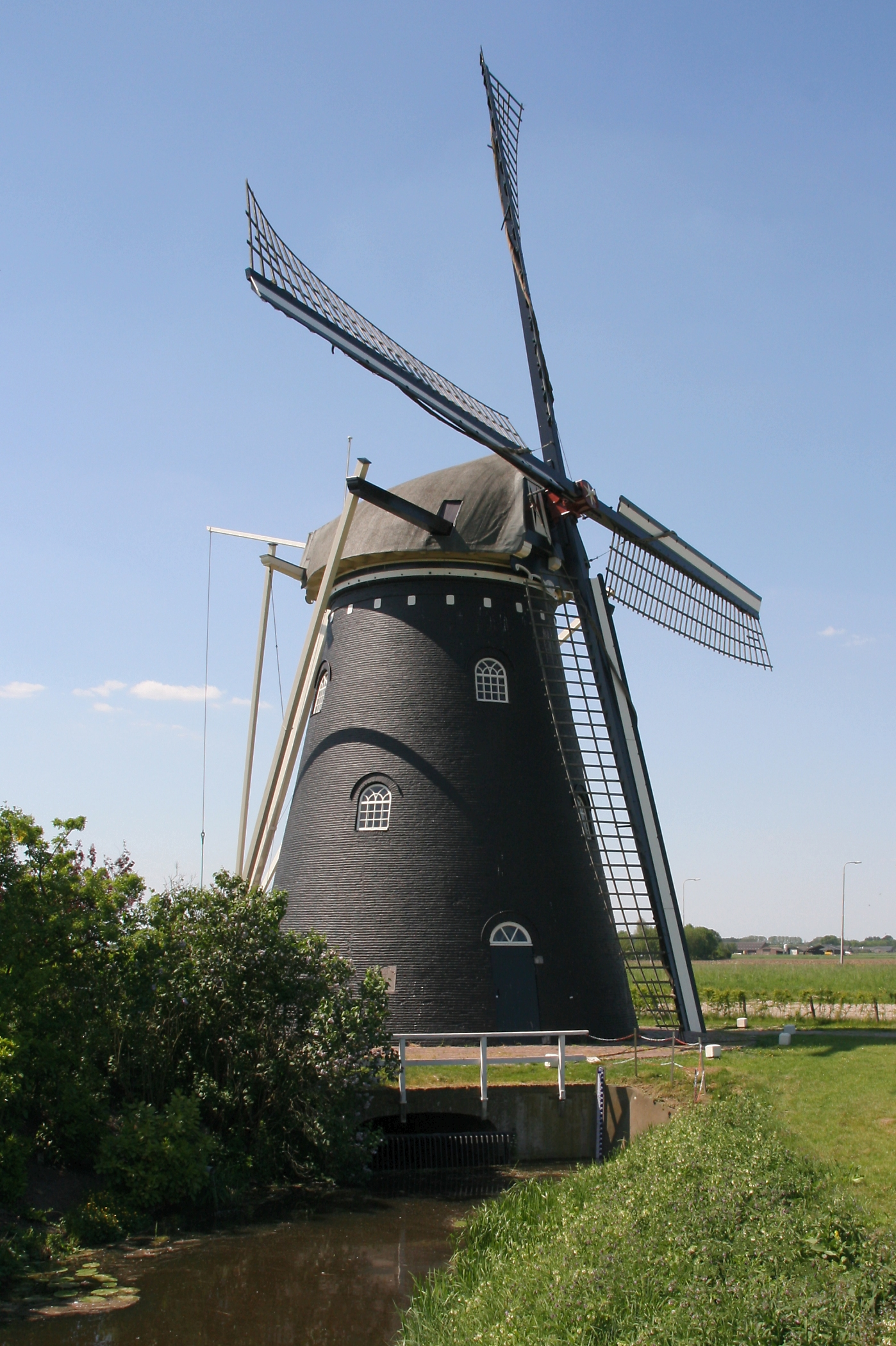
"Zwartenbergse Molen"
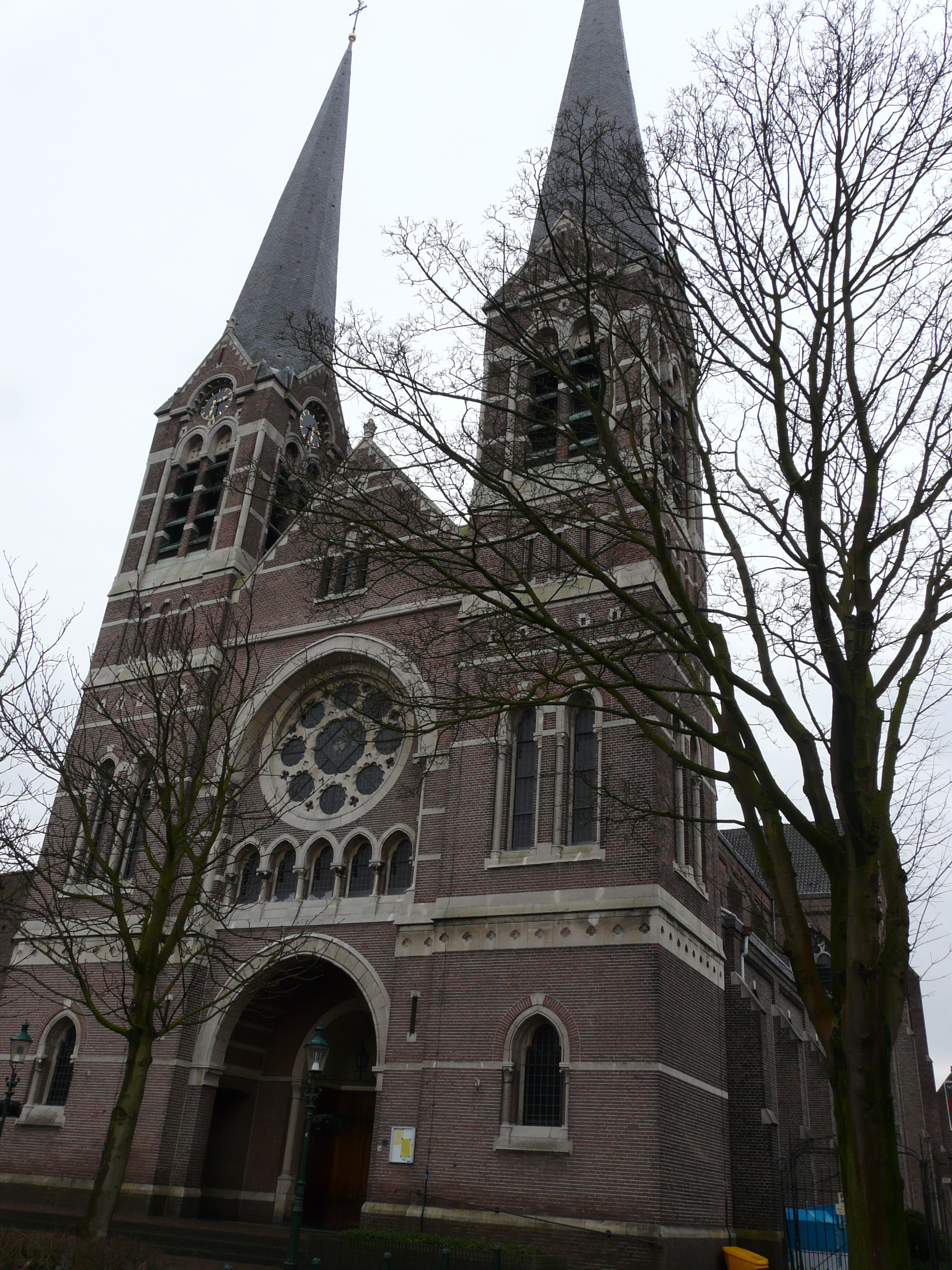
Sint-Petruskerk
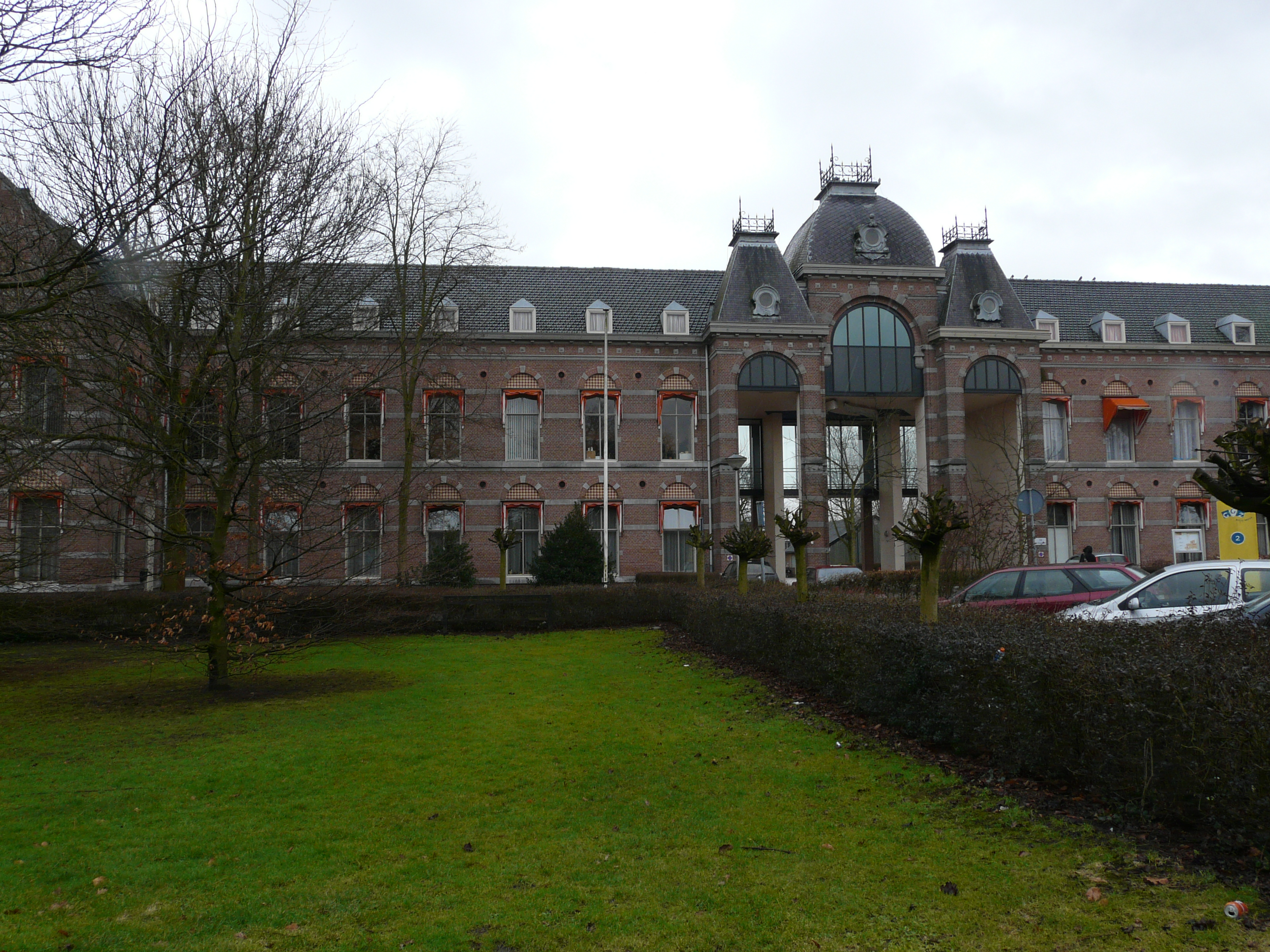
Het Hooghuys